# Lokhalle Göttingen
Die Lokhalle Göttingen (eigene Schreibweise: LOKHALLE) ist eine Mehrzweckhalle in der niedersächsischen Universitätsstadt Göttingen. Sie befindet sich auf der der Innenstadt abgewandten Seite des Bahnhofs in der Weststadt. 
Die Betreiberin der Lokhalle ist die Gesellschaft für Wirtschaftsförderung und Stadtentwicklung Göttingen mbH (GWG), die auch die Stadthalle Göttingen bewirtschaftet.

## Geschichte
1855 wurde in Göttingen eine Maschinenwerkstatt für Dampflokomotiven in Betrieb genommen. Vor und während des Ersten Weltkrieges wurden die Bahnanlagen in Göttingen dann erheblich um- und ausgebaut. Im Rahmen dieser Entwicklung wurde das Gebäude der heutigen Lokhalle zwischen 1917 und 1920 als Lokrichthalle im Ausbesserungswerk (AW) für Eisenbahnen errichtet. Hier wurden größere Reparaturen, vor allem an Lokomotiven, vorgenommen, die von Göttingen aus auf der Nord-Süd-Strecke und der Dransfelder Rampe eingesetzt wurden. Der zum Bahnbetriebswerk gehörende Lokschuppen 'gegenüber' wurde 2006 abgerissen.
Nach Werksschließung und Demontage 1976 verkaufte die Deutsche Bundesbahn ihr 85.000 m² großes Gelände 1983 an den Bauunternehmer Ebel. Mit Ausnahme der Lokrichthalle, die 1981 in die vorläufige Liste der Baudenkmäler aufgenommen worden war, und eines heute noch genutzten Bürogebäudes riss die Ebel Bau die darauf befindlichen Gebäude 1984 ab. 1987 kaufte die hochverschuldete Stadt Göttingen das Gelände zwischen Bahnhof und Leine und übertrug es 1995 der GWG. In einem Nutzungskonzept für ein deutlich größeres Areal, nach Entwürfen des Göttinger Architekten Jochen Brandi, waren u. a. ein wesentlich größer ausgestalteter Westeingang des Bahnhofs, eine Turmbrücke über die Bahnhofsallee als Verbindung zur Lokhalle, ein Freizeitbad sowie ein Ladenzentrum in der Lokhalle vorgesehen. Zunächst wurden ein wesentlich größer ausgestalteter Westeingang des (um ICE-Gleise bereits erweiterten) Bahnhofs samt Parkplätzen, ein Parkhaus und die Straße 'Bahnhofsallee' samt Brücken gebaut, wozu einige mehrstöckige Wohnhäuser (auch ein ehem. Hotel und ein Autohaus) an der Groner Landstraße abgerissen wurden. Das Industrie-Denkmal, das bei etlichen Luftangriffen nicht zerstört worden war, verfiel über zwei Jahrzehnte. 2010 wurde die Platzfläche zwischen Lokhalle und Bahnhof auf Wunsch der CDU Jochen-Brandi-Platz benannt, der 2016 verlängert und ein angrenzendes Wäldchen bis zur Leine stark gelichtet wurde.

## Heutige Nutzung
1993 gab es für die Nutzung der Lokrichthalle wieder konkrete Pläne. Ein sechs Stockwerke hoher Arbeitsamt-Komplex wurde gebaut. 1996 eröffnete Hans-Joachim Flebbe in einem sanierten nördlichen Viertel der riesigen Halle eines seiner CinemaxX Großkinos (Multiplex-Kino) mit neun Sälen, was zu einem Kinosterben führte. Die Veranstaltungsfläche im südlichen Bereich der Lokhalle eröffnete im Dezember 1998. 1999 folgte der Neubau der Volkshochschule und des Medienhauses, in das im September 1999 das Regionalstudio des NDR einzog. Ein InterCityHotel eröffnete 2000 und viele Jahre später daneben ein hauptsächlich als Ärztehaus genutztes Gebäude. Auf dem Gelände des ehemaligen Ausbesserungswerks befinden sich weiter Restaurants, ein Imbiss, Straßen und Parkplätze.

## Veranstaltungen
Am 18. Februar 2001 wurde die Show „Wetten, dass..?“ in der Lokhalle ausgetragen. Dafür wurden in der 5400 m² großen Mehrzweckhalle eine Großraumbühne sowie ein Zuschauerraum für 1.200 Personen errichtet. Gastgeber Thomas Gottschalk empfing auf seinem Wett-Sofa Gäste wie Günther Jauch, Peter Maffay, Ronan Keating, David Copperfield und Michael Schumacher.
Von 2007 bis 2011 wurden in der Lokhalle die Heimspiele des Basketball-Bundesligisten BG Göttingen ausgetragen, bevor diese in die neuerbaute Sparkassen-Arena verlegt wurden. Seitdem trägt die BG noch einzelne Spiele in der Lokhalle aus. Auch das Final Four der EuroChallenge-Saison 2009/2010 wurde vom 30. April bis 2. Mai 2010 dort ausgerichtet. Die BG Göttingen gewann als Gastgeber das Turnier und landete damit den größten Erfolg der Vereinsgeschichte.
Am 13. Januar 2018 fand das BBL All-Star-Game in der Lokhalle statt.
Regelmäßige Veranstaltungen sind u. a. der Sparkasse & VGH Cup (internationales Hallenfußballturnier der A–Junioren) und „POP MEETS CLASSIC“.
Seit September 2012 findet jährlich das Abschlusskonzert "Musikszene Deutschland" der NDR-2-Veranstaltung "Soundcheck Neue Musik – Das Festival" in der Lokhalle statt.
Seit 2016 wird jedes Jahr im Februar die dreitägige Baumesse Göttingen in der Lokhalle ausgerichtet.
Am 20. September 2014 fand hier der zehnte Bundesvision Song Contest von und mit Stefan Raab statt.
2017, 2018 und 2025 veranstaltete die PDC in der Lokhalle die European Darts Trophy, die Teil der European Tour ist.
Vom 24. bis zum 27. Oktober 2019 war die Halle Austragungsort des European Darts Championship und damit erstmals eines PDC-Darts-Major-Turniers.

## Galerie

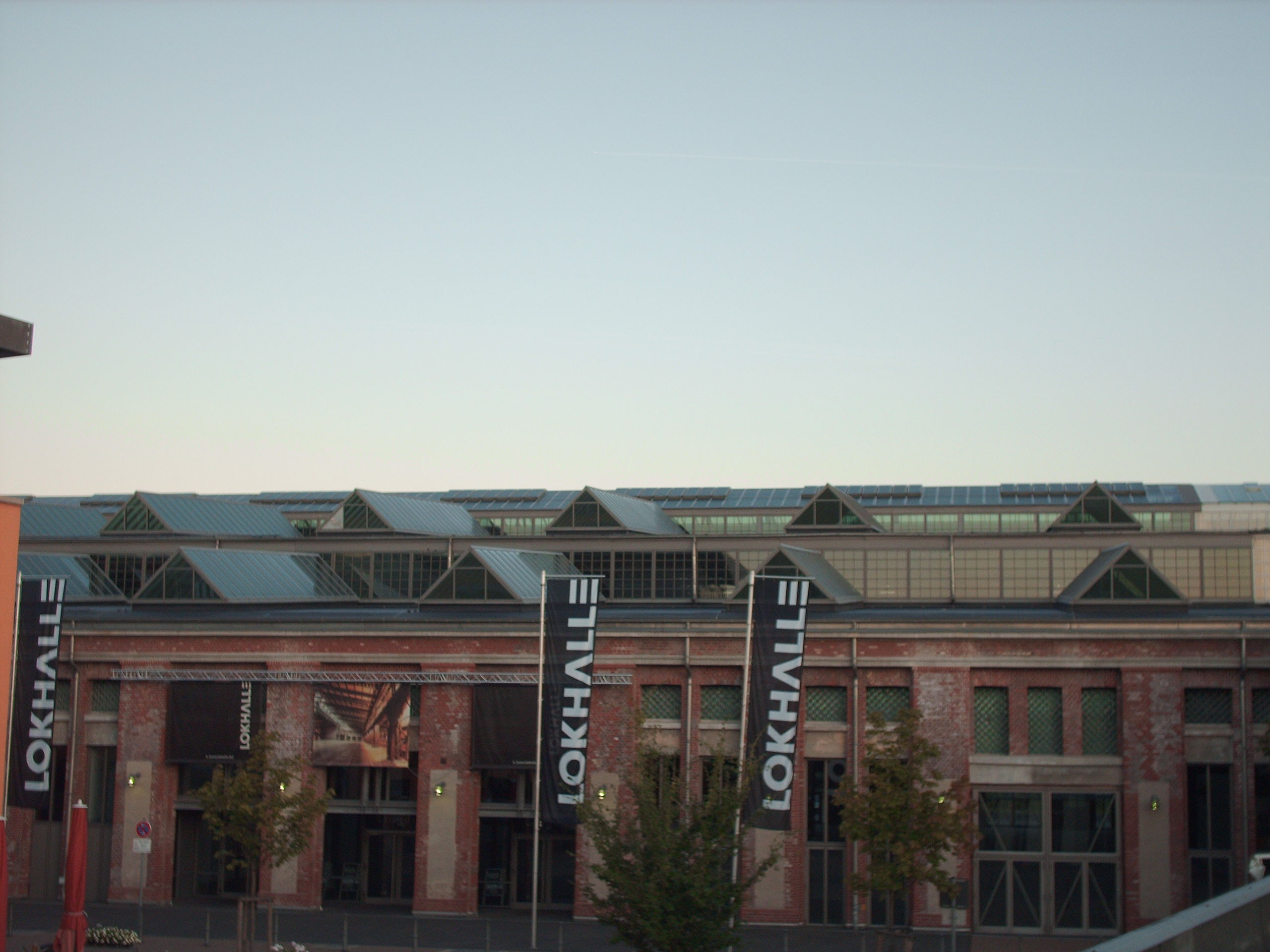
Eingangsbereich der Multifunktionshalle
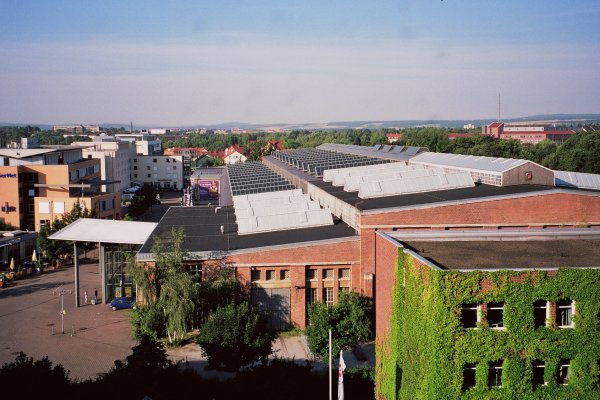
Blick von der benachbarten Agentur für Arbeit
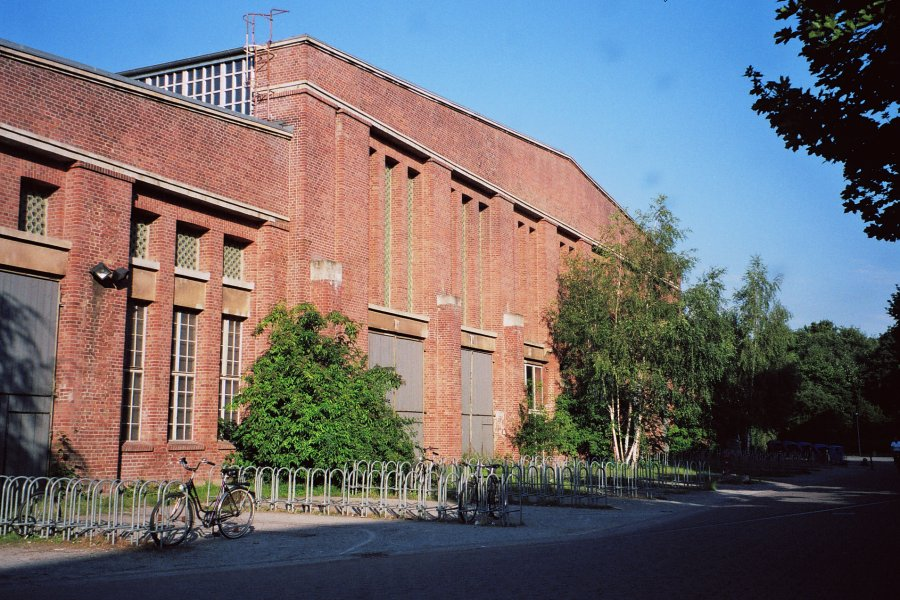
Ehemalige Loktore auf der Nordseite (hinter diesen befinden sich jetzt die Kinosäle)